# IWork
iWork ist das Office-Paket von Apple für die Betriebssysteme macOS, iPadOS und iOS. Es enthält das Textverarbeitungsprogramm Pages, das Präsentationsprogramm Keynote und das Tabellenkalkulationsprogramm Numbers.

## Geschichte
iWork trat neben das veraltete und nur behelfsmäßig als Carbon-Programm auf Mac OS X portierte AppleWorks, das von Apple nicht mehr unterstützt wird. Ein neues Büropaket als Nachfolger von AppleWorks war zuvor lange erwartet worden. Apple wählte jedoch nicht den gemeinhin erwarteten Namen iWorks, sondern den Namen iWork, was im Englischen wie „I work“ (deutsch: „ich arbeite“) klingt. iWork war vormals der Name eines Programms zur Zeiterfassung und Rechnungserstellung, bis Apple die Rechte an dem Namen erwarb.
Das Paket iWork wird nicht mit Versionsnummern bezeichnet, sondern erhält die zweistellige Jahreszahl als Versionsnummer (bspw. iWork ’09), da die einzelnen Programme in unterschiedlichen Versionsgenerationen vorliegen. Ab Januar 2009 war iWork auch als Paket mit Mac OS X und iLife vergünstigt erhältlich.
Mit iWork.com stellte Apple darüber hinaus eine internetbasierte Ergänzung für iWork zur Verfügung, mit der man Dokumente gemeinsam mit anderen Personen betrachten und kommentieren konnte. Die Dokumente konnten jedoch nicht online bearbeitet werden.
Anfang 2010 stellte Apple zusammen mit dem iPad auch eine iWork-Version für das Betriebssystem iOS vor. Seit Mai 2011 sind die Programme auch für das iPhone und den iPod touch verfügbar.
iWork.com wurde am 31. Juli 2012 im Zuge der Umstellung auf iCloud eingestellt. Ein Jahr später stellte Apple während der WWDC 2013 einen in iCloud integrierten Nachfolgedienst vor, mit der man iWork-kompatible Formate direkt im Webbrowser editieren kann.
Am 22. Oktober 2013 stellte Apple neue Versionen von iWork vor, die eine übersichtlichere Benutzeroberfläche haben und ein einheitliches Dateiformat unter iOS und OS X nutzen. Der Funktionsumfang der Programme wurde allerdings reduziert, so sind z. B. Serienbriefe nicht mehr möglich, verknüpfte Textfelder werden nicht mehr unterstützt und der Funktionsumfang zur Animation bei Präsentationen wurde reduziert.
Außerdem kündigte Apple im Herbst 2013 an, dass das iWork-Paket zukünftig beim Kauf eines neuen Macs oder iOS-Gerätes kostenlos erhältlich ist, seit 2017 sind die entsprechenden Apps generell kostenlos verfügbar.
Seit 2016 ist die gleichzeitige Zusammenarbeit mehrerer Personen an einem Dokument möglich, indem der Besitzer das Dokument über einen Link für andere Personen zum Bearbeiten freigibt.
Seit dem 31. März 2020 führt Apple alle iWork-Programme auf allen Betriebssystemen unter derselben Versionsnummer.